# Casa de los Ibáñez de Luna (Tudela)
La Casa de los Ibáñez de Luna o Casa de los Señorena de Tudela (Navarra) es una casona renacentista del siglo XVI, situada en  la Calle Rúa del Casco Antiguo de la ciudad, cerca de la Iglesia de San Nicolás.

## Descripción general
Es un edificio renacentista de planta cuadrada con tres altura. Tiene un blasón barroco en piedra con las armas de los Ibáñez de Luna, de finales del siglo XVII. Presenta interesantes frisos renacentistas y destaca su patio interior de planta cuadrada elevado en tres cuerpos.

## Historia y cronología de construcción
El escudo de esta casa lo colocó por ser su apellido en 1672, D. José Ibáñez Luna, canónigo de la Catedral. En la divisa del escudo figura la frase en latín: “VERITAS OMNIA VINCIT”  (La verdad lo conquista todo), al igual que otro escudo en la calle Magallón, que también es de otro Ibáñez donde los escudos son similares en los cuarteles inferiores.
Fue construido en el siglo XVI.